# Bataille de Leipzig (1813)
Pour les articles homonymes, voir Bataille de Leipzig.
« Bataille des Nations » redirige ici. Pour la compétition, voir Bataille des Nations (béhourd).
 (février 2015).
Sixième Coalition
Batailles
Campagne de Russie (1812)
- Liste des batailles
- Mir
- Moguilev
- Ostrovno
- Vitebsk
- Kliastitsy
- Smolensk
- 1re Polotsk
- Valoutina Gora
- Moskova
- Moscou
- Winkowo
- 2e Polotsk
- Maloïaroslavets
- Gorodnia
- Czaśniki
- Viazma
- Smoliani
- Krasnoï
- Bérézina

Campagne d'Allemagne (1813)
- Dantzig
- Lunebourg
- Möckern
- Lützen
- Bautzen
- Reichenbach
- Haynau
- Luckau
- Hoyerswerda
- Lauenbourg
- Goldberg
- Gross Beeren
- Katzbach
- Dresde
- Kulm
- Dennewitz
- Peterswalde
- Liebertwolkwitz
- Leipzig
- Hanau
- Sehested
- Torgau
- Hambourg

Campagne de France (1814)
- Sainte-Croix-en-Plaine
- Besançon
- Mayence
- Metz
- Saint-Avold
- 1re Saint-Dizier
- Brienne
- La Rothière
- Campagne des Six-Jours (Champaubert
- Montmirail
- Château-Thierry
- Vauchamps)
- Mormant
- Montereau
- Bar-sur-Aube
- Saint-Julien
- Laubressel
- Berry-au-Bac
- Craonne
- Coutures
- Laon
- Soissons
- Mâcon
- Reims
- Saint-Georges-de-Reneins
- Limonest
- Arcis-sur-Aube
- Fère-Champenoise
- 2e Saint-Dizier
- Meaux
- Claye
- Villeparisis
- Paris

- Feistritz
- Caldiero (en)
- Trieste
- Mincio

- Hoogstraten (de)
- Anvers
- Berg-op-Zoom
- Courtrai

La bataille de Leipzig, les 16 et 19 octobre 1813, appelée à cette époque bataille de Leipsick, aussi connue comme la « bataille des Nations », est une des plus importantes qui ait été livrée au cours des guerres napoléoniennes.
Après l'échec catastrophique de la campagne de Russie de 1812, elle oppose une Grande Armée en partie reconstituée aux forces de la Russie, mais aussi de la Prusse, de l'Autriche et de la Suède qui ont rejoint la Sixième Coalition contre Napoléon.
Ce combat, auquel ont pris part plus de 500 000 soldats, fut la plus grande bataille de l'histoire jusqu'à la Première Guerre mondiale, et la plus sanglante (près de 92 000 morts et blessés en quatre jours). Elle s'acheva sur une défaite décisive de Napoléon Ier face aux troupes coalisées de l'Autriche, de la Prusse, de la Russie et de la Suède. Vaincue, la Grande Armée doit de nouveau battre en retraite, mais réussit à traverser l'espace germanique et à regagner le territoire français.

## De la retraite de Russie à l'affrontement de Leipzig

### Conséquences du désastre de Russie
Après la retraite de Russie, la Sixième Coalition se renforce sans cesse : à la Grande-Bretagne et à la Russie, adversaire principal sur le continent, se joignent la Prusse, impatiente de prendre sa revanche après sa défaite d'Iéna, puis la Suède, gouvernée par l'ancien maréchal Bernadotte qui accepte de se retourner contre son ancienne patrie moyennant la promesse de la Norvège.
La Grande Armée est sortie exsangue du désastre de la campagne de Russie où elle a perdu 400 000 hommes et 200 000 chevaux. Devant l'avance de l'armée russe, elle abandonne le duché de Varsovie, puis évacue Berlin en mars 1813, et recule jusqu'à l'Elbe, 

### Rétablissement de la Grande Armée sur l'Elbe (avril-juin 1813)
En quelques mois, Napoléon reconstitue une force militaire qui atteint 226 000 hommes en avril 1813 puis 450 000 en août. Mais elle se compose en grande partie de jeunes recrues sans expérience : outre les vétérans perdus en Russie, Napoléon doit laisser beaucoup d'hommes en France, en Espagne et en Italie pour parer à la menace britannique. En face, les armées de la coalition sont en phase de reconstruction : l'armée russe a perdu près de 500 000 hommes dans la campagne de 1812 et l'armée prussienne, réduite à peu de chose après Iéna, est encore loin d'être pleinement opérationnelle.
Napoléon remporte dans un premier temps deux batailles sur les forces russo-prussiennes, à Lützen, le 2 mai, et à Bautzen, les 20 et 21 mai, mais la faiblesse de sa cavalerie l'empêche d'exploiter ces succès et il ne peut atteindre son objectif : faire sortir la Prusse de la guerre.
En juin, Napoléon doit accepter la médiation de l'Autriche et signer l'armistice de Pleiswitz. L'Autriche propose à la France une paix acceptable, contre l'évacuation de la Pologne, des Provinces illyriennes et des départements français situés à l'est du Rhin, ainsi que la dissolution de la confédération du Rhin. Mais la diplomatie britannique pousse les coalisés à poursuivre la guerre. Napoléon refuse puis accepte les propositions de Metternich mais trop tard, l'Autriche, selon le plan de ce dernier, va se joindre à la coalition.

### Manœuvres militaires et diplomatiques (août-octobre 1813)
Les hostilités reprennent début août. Posté sur tout le cours de l'Elbe défendu par de puissantes places fortes, Napoléon fait face à trois groupes d'armées commandés par le Suédois Bernadotte sur le cours inférieur de l'Elbe, le Prussien Blücher en haute Silésie et l'Autrichien Schwartzenberg en Bohême. Fidèle à sa stratégie, il veut les battre l'un après l'autre. Voulant déborder cette ligne, les coalisés, sous le commandement de Schwarzenberg, font une première tentative par la rive gauche de l'Elbe, à travers les monts de Bohême. La bataille de Dresde (26-27 août) est une victoire pour Napoléon, qui combat à un contre deux. Mais elle est suivie d'un échec à la bataille de Kulm (30 août) quand le corps du général Vandamme, qui devait couper la retraite à l'armée vaincue, est lui-même battu et contraint à la retraite.
Les alliés changent alors de stratégie. Désormais, ils évitent la confrontation directe avec Napoléon et préfèrent se retirer devant lui pour affronter ses maréchaux : les plans de Napoléon s'en trouvent contrariés ; il s'épuise en vains allers et retours pour provoquer une bataille qu'il aurait voulu conduire.
Une fois les Français suffisamment affaiblis, les alliés entreprennent de les prendre dans une large tenaille, un corps traversant l'Elbe au nord et un deuxième au sud-ouest retraversant les monts de Bohême, cette fois loin de Dresde. Ils remportent les victoires de Gross Beeren sur Oudinot, de Katzbach sur Macdonald et de Dennewitz sur Ney. Début octobre, les alliés resserrent leur tenaille : Blücher et Bernadotte franchissent l'Elbe au nord pour marcher sur Leipzig, Schwarzenberg fait de même au sud-ouest.
Le 8 octobre, par le traité de Ried conclu en secret avec l'Autriche, le royaume de Bavière met fin à son alliance avec Napoléon ; le 14 octobre, il déclare la guerre à la France ; son armée, forte de 36 000 hommes, se prépare à se joindre aux forces de la coalition.
L'alliance de la Saxe n'est guère plus solide. Le roi Frédéric-Auguste Ier de Saxe a conclu le 20 avril 1813 un accord secret avec l'Autriche qui promettait de lui rendre l'intégrité de ses États s'il se joignait à l'alliance contre Napoléon. Cependant, réfugié à Ratisbonne en terre bavaroise, Frédéric-Auguste est toujours officiellement l'allié des Français.

### Concentration des troupes françaises à Leipzig
La situation de Napoléon est critique. La population allemande devient hostile : la désobéissance et parfois les attaques de corps francs s'aggravent tandis que la cavalerie légère française, décimée par la campagne de Russie, débordée par les cosaques et autres cavaliers de la Coalition, n'arrive plus à assurer la sécurité du ravitaillement.
Menacé d'être débordé sur ses arrières, Napoléon cherche à provoquer le combat décisif contre les alliés qui, jusqu'ici, l'ont évité pour se concentrer sur ses maréchaux. Il dispose des meilleures troupes, dont la Garde impériale, et son aura personnelle continue d'intimider ses adversaires. Sa position centrale est très forte ; une victoire est encore possible, même à un contre deux.
Napoléon ordonne à ses troupes de se joindre à lui autour de Leipzig. Il en déploie une partie de Taucha à Stötteritz — aujourd'hui, un quartier de Leipzig — (où il place son poste de commandement), puis le reste en s'incurvant jusqu'à Lindenau. Les Prussiens viennent à sa rencontre depuis Wartenburg, les Suédois à leur suite, les Autrichiens et les Russes depuis Chemnitz et Zwickau. Au total les Français alignent environ 190 000 hommes dont une partie sont des alliés saxons, contre à peu près 330 000 pour les coalisés, chacun des camps ayant une importante artillerie.

## Le 16 octobre
La bataille commence le 16 octobre par une attaque de 78 000 soldats alliés depuis le sud et 54 000 autres depuis le nord. Cette confrontation n'est pas décisive et les assauts sont repoussés.

### Connewitz et Dölitz
Les principaux combats autrichiens à Connewitz et Dölitz pendant la bataille ont été menés par la 2e brigade de Longueville de la division Lederer, qui comprenait le régiment Bellegarde n° 44 et le régiment Strauch n° 24, et la 1re brigade de Klopstein de la division Alois Liechtenstein, qui comprenait le régiment Wenzel Colloredo n° 56 et le régiment Kaunitz n° 20. Pendant ce temps, la 2e brigade de la division Liechtenstein de Mecsery reste en réserve à Gautsch tout au long de la journée, tandis que la 1re brigade de la division Lederer de Sorbenberg est envoyée au nord à Schleussig pour établir le contact avec le IIIe corps de Gyulai à Lindenau. Le IIe corps autrichien, commandé par Meerveldt, avance de Gaschwitz à 8h00, avec en tête les divisions d'Alois Liechtenstein et de Lederer. Elles marchent vers le nord jusqu'à Gautsch, puis tournent vers l'est en direction de Connewitz. Cependant, le terrain difficile empêche le déploiement de l'artillerie. À la mi-journée, la plupart des 28 000 soldats autrichiens, confinés dans les terres marécageuses à l'ouest de la rivière Pleisse, sont restés inactifs tandis que leurs camarades à l'est de la Pleisse étaient fortement engagés dans les combats.
L'attaque autrichienne sur les ponts de Connewitz est menée par le régiment n° 44 de Bellegarde. Le premier pont, qui traversait un ancien bras de la Pleisse, avait été détruit par les Français, tandis que le second, situé environ 400 mètres plus loin et menant directement au village, avait été barricadé. Les Français, sous la Division de Marche de Lefol (quatre bataillons et demi et six canons), défendent efficacement la position. L'artillerie couvre les approches et les tirailleurs français, retranchés dans des maisons sur la rive opposée, maintiennent un feu nourri, empêchant les Autrichiens d'avancer. En raison des contraintes du terrain, les Autrichiens ne peuvent attaquer que sur un front étroit, ce qui permet aux défenseurs français de tenir facilement leur position. En peu de temps, le régiment de Bellegarde a perdu cinq officiers et près de 200 hommes tués et blessés. Le régiment qui le suivait (Wenzel Colloredo Nr 56) n'était guère mieux loti ; il avait subi de lourdes pertes lors de la bataille de Dresde et la plupart de ses hommes étaient des recrues fraîches, à peine entraînées. Les Autrichiens cherchèrent donc un autre point de passage plus en amont, en face de Lössnig, mais en vain, en raison de l'état gonflé du fleuve. Finalement, voyant qu'il ne peut rien faire ici, Schwarzenberg ordonne à ses troupes de se replier et de garder la rive opposée sous le feu. Une autre tentative de franchissement de la Pleisse aura lieu plus en amont, à Dölitz.
Une fois que les Autrichiens eurent atteint Dölitz, le manoir situé en face du village fut pris d'assaut par deux compagnies du Ier Bataillon, Régiment Strauch n° 24 de la brigade de Longueville, qui jetèrent rapidement les Polonais à l'extérieur et les firent reculer à la fois par la course du moulin et par la Pleisse. Ils se reformèrent rapidement en vue d'une contre-attaque, mais entre-temps, les Autrichiens avaient détruit ce qu'ils pouvaient du pont de la Pleisse, de sorte que l'accès à ce dernier était déjà limité. Malgré cela, les Polonais réussirent à reprendre la guérite après un combat acharné, mais ils ne purent franchir le pont de la course du moulin. À ce moment-là, les Autrichiens reçoivent des renforts et leur commandant, l'Oberst Reisenfels, mène une nouvelle charge qui réussit à reprendre la guérite. Cependant, Reisenfels fut mortellement blessé au cours de l'assaut. La situation se transforma en un combat d'infanterie prolongé de l'autre côté de la rivière, avec un soutien d'artillerie pour les défenseurs polonais venant du village et d'une colline à l'est. Les Autrichiens, incapables de répondre avec leur propre artillerie, subissent une pression intense. Le combat fut si féroce que le régiment Strauch manqua de munitions et dut être remplacé par trois compagnies du régiment Kaunitz Nr 20, qui étaient également engagées dans les combats à Markkleeberg.
La situation à Dölitz s'améliore pour les Autrichiens vers 15 heures, lorsqu'ils parviennent enfin à amener de l'artillerie au manoir. Ces canons entrent rapidement en action et mettent le feu au moulin situé sur la rive est. Le moulin, qui avait servi de bastion aux forces polonaises, fut évacué, obligeant les Polonais à abandonner également les prairies situées en aval. Entre 16 et 17 heures, la situation des forces franco-polonaises dans ce secteur est devenue critique. Des renforts autrichiens sont arrivés pour soutenir Kleist, et la division Bianchi a pris Markkleeberg à la 52e division de Semelle, qui a été forcée de battre en retraite vers le nord en direction de Dölitz. Cette division en retraite subit des tirs de flanc du IIe corps de Meerveldt sur la rive ouest de la Pleisse, ce qui aggrave la confusion.
Pendant ce temps, le IIIe Corps de Souham, comprenant les divisions Brayer et Ricard, arrive sur le front sud après avoir été transféré du front nord via Eutritzsch, Schönefeld, Probstheida et Dösen. Bien que leur absence du front nord ait facilité les efforts de Blücher contre Marmont, leur arrivée stabilise le front sud en ce moment de crise. À la tombée de la nuit, le village de Dölitz reste aux mains des Français. À 20 heures, les Français lancent un dernier assaut pour reprendre le manoir de Dölitz, soumettant la guérite à un feu nourri de balles et de canons. L'attaque est cependant repoussée par l'Oberleutnant Schindler du régiment Wenzel Colloredo. Une contre-attaque, menée par le Hauptmann Pentz à la baïonnette, repoussa les Français pour la dernière fois ce jour-là. Le secteur devient alors relativement calme pour le reste de la nuit.

### Combat de Markkleeberg
Le village de Markkleeberg est défendu par les maréchaux Poniatowski et Augereau. Le général Kleist approche par les rives de la Pleisse. Les Autrichiens réparent un pont et prennent un bâtiment scolaire et un manoir. Les Français chassent les Autrichiens hors de l'école et les repoussent sur l'autre rive de la rivière. La 14e division russe commence une série d'attaques de flanquement qui expulsent les Polonais de Markkleeberg. Poniatowski stoppe la retraite et parvient à arrêter l'avance des Russes. Il reprend Markkleeberg, mais est de nouveau chassé par deux bataillons prussiens. Les grenadiers autrichiens forment alors un front devant Markkleeberg et, par une attaque de flanc, chassent les Polonais et les Français du secteur.

### Attaque de Wachau
Le 2e corps d'infanterie russe attaque Wachau avec l'appui de la 9e brigade prussienne. Les Russes avancent, ignorant que les Français les attendent. Ils sont surpris par une attaque sur leur flanc qui les malmène. Les Prussiens entrent dans Wachau et engagent un combat de rue. L'artillerie française de Drouot les chasse de la ville. Les Krakus chargent les Russes pour leur baptême du feu.

### Combats de Liebertwolkwitz
Liebertwolkwitz est un grand village dont la position stratégique est défendue par le maréchal Macdonald et le général Lauriston avec environ 18 000 hommes. Le 4e corps autrichien les attaque avec 24 500 hommes soutenus par 4 550 hommes de la 10e brigade de Pirth et par 5 365 hommes de la 11e brigade de Ziethen. Après un dur combat, les Français sont chassés de Liebertwolkwitz, mais ils parviennent à contre-attaquer et à reprendre la ville. À ce moment, Napoléon ordonne au général Drouot de positionner une puissante batterie sur la colline de Gallows. Cent canons soufflent le 2e corps russe et forcent les bataillons prussiens qui les soutiennent à se mettre à couvert.
Comme l’avait souhaité Napoléon, une brèche est ouverte, dans laquelle s’engouffre le maréchal Murat avec 10 000 cavaliers français, italiens, et saxons. La charge est massive et menace la colline sur laquelle se trouvent les empereurs de la coalition, mais Murat a négligé de prévoir une réserve. Plusieurs petites formations de cavalerie russes (en particulier le régiment de cosaques de la Garde impériale qui célèbrera cette charge tous les ans sur ordre du Tsar), prussiennes et autrichiennes s’interposent et après d’âpres combats repoussent les assaillants jusqu’à leur propre artillerie. L’intervention des dragons de la Jeune Garde les sauve in extremis et reprend l’avantage en reconduisant les alliés hors de la ville. Liebertwolkwitz et Wachau sont repris, mais les alliés rejoignent les positions russes et autrichiennes. Ils ont démontré ce que leurs troupes d’élite, formées en carrés, étaient capables de faire face à la cavalerie française. Sur le front sud, bien que Napoléon ait gagné du terrain, il lui faut admettre qu’il ne pourra pas facilement venir à bout des rangs alliés.

### Front nord
Le front nord s'ouvre avec l'attaque du corps russe du général Langeron, sur les villages de Gross-Wiederitzsch et de Klein-Wiederitzsch au centre des lignes françaises. Cette position est défendue par la division polonaise du général Dombrowski composée de quatre bataillons d'infanterie et de deux bataillons de cavalerie. Au premier signe de l'attaque, la division polonaise bondit. L'issue du combat est indécise, les deux camps se livrent à des attaques et contre-attaques successives. Rassemblant ses forces, le général Langeron, malgré de lourdes pertes, prend finalement les deux villages.

### Bataille de Möckern

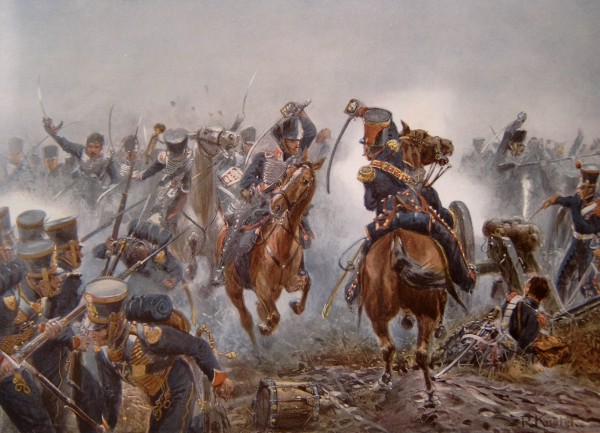
Les hussards brandebourgeois à la bataille de Möckern.

Le front nord est dominé par la bataille de Möckern. Blücher commande les corps de Langeron (russes) et de Yorck (prussiens) contre les maréchaux Ney et Marmont. L'affrontement, très dur, se déroule en quatre phases. Un petit château entouré de jardins et de murs peu élevés domine le village. Chaque position est transformée en forteresse. Les Français sont à couvert derrière les murs. L'ouest de la position est trop boisé et marécageux pour une position d'artillerie. À l'est, une digue de 4 mètres protège les berges de l'Elster. Le maréchal Marmont y a abrité sa réserve d'infanterie pour contre-attaquer et soutenir rapidement chaque position.
Des attaques ont lieu toute la nuit. L'artillerie est en grande partie responsable des morts et des blessés : 9 000 chez les Alliés, 7 000 dans le camp français. Les Français perdent encore 2 000 hommes qui sont faits prisonniers.

## Le 17 octobre
Le jour suivant les forces en présence reçoivent des renforts qui sont positionnés. Il n'y a que deux actions dans la journée : l'attaque par le général russe Sacken sur les Polonais de la division de Dombrowski au village de Gohlis. La division polonaise résiste héroïquement, faisant même l'admiration du général Sacken. Finalement, le nombre et la détermination des Russes font la différence. Les Polonais se retirent à Pfaffendorf (de). Blücher ordonne à la 22e division de hussards du général Lanskoi (russe), qui s'est illustrée la veille, d'attaquer le 3e corps de cavalerie du général Arrighi.
Les Français reçoivent le renfort de 14 000 hommes, tandis que le général Bennigsen et le prince Bernadotte augmentent considérablement les forces alliées en amenant 145 000 hommes. Bernadotte, prince royal de Suède, exerce le commandement de l'armée du Nord qui regroupe les forces suédoises, le corps prussien de Bülow et le corps russe de Wintzingerode. Cependant, une querelle oppose Bernadotte, qui souhaiterait marquer un temps de repos, et Bülow, qui réclame un assaut pour le lendemain matin. C'est l'avis des Prussiens qui l'emporte.

## Le 18 octobre

### Mockau, front nord
Le général Blücher et le prince Bernadotte sont disposés au nord, les généraux Barclay De Tolly, et Bennigsen ainsi que le prince de Hesse-Hombourg au sud, et le feld-maréchal autrichien Gyulay à l'ouest.
Le combat s'engage vers 6 h du matin. Vers 9 h, à Mockau, une brigade de cavalerie saxonne, commandée par le colonel Lindenau, change de camp et se rallie aux Russes ; ceux-ci, ne sachant que faire des transfuges, les gardent sous surveillance. Plus tard dans la journée, une brigade de cavalerie wurtembergeoise, commandée par Karl von Normann-Ehrenfels, passe aussi aux Russes, tandis que le gros de l'armée saxonne continue le combat contre les Autrichiens.

### Wachau, Lößnig, et Dölitz, front sud

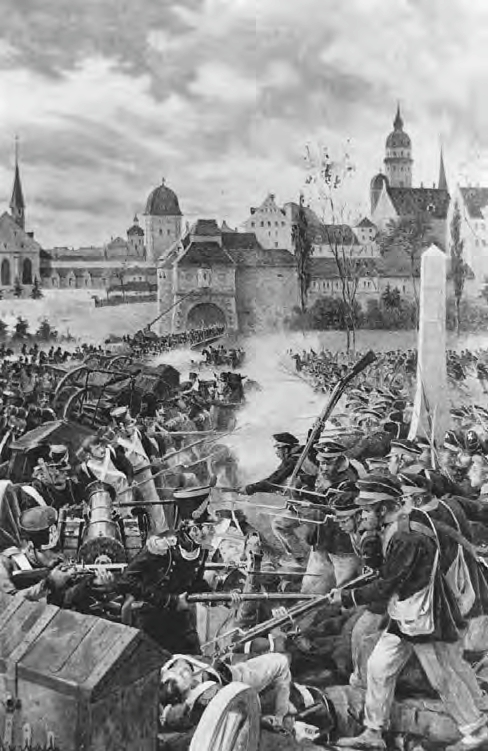
Paul-Émile Boutigny, Bataille de Leipzig (1906).

La 9e brigade prussienne occupe le village abandonné de Wachau, tandis que les Autrichiens avec les Hongrois du général Bianchi repoussent les Français hors de Lößnig.
Les Autrichiens effectuent une manœuvre combinée : tandis que la cavalerie autrichienne attaque l'infanterie française pour permettre à l'infanterie autrichienne de se déployer sur Dölitz, une division de la Jeune Garde surgit et les chasse. À ce moment, trois bataillons de grenadiers autrichiens, avec l'appui de l'artillerie, leur contestent la possession du village.
De tous les côtés, les alliés lancent l'assaut. En un peu plus de neuf heures de combat, les deux camps subissent de grosses pertes, les troupes françaises empêchent la percée mais sont lentement repoussées vers Leipzig.

### La défection des Saxons et la retraite
Vers 17 h, à Paunsdorf, la division saxonne, commandée par Gustav Xaver Reinhold von Ryssel, change de camp et retourne ses canons contre les Français. La « trahison » des Saxons sème la confusion dans le corps d'armée de Ney.
Le 6e corps Français défendit avec acharnement le village de Schönefeld contre le général russe Langeron, mais il finit par manquer de munitions. Le 3e corps vint le relever, vers les 3 heures. Langeron engagea alors deux nouvelles divisions. Schönefeld fut pris, perdu et repris plusieurs fois. Malgré leur héroïsme, les troupes du 3e corps ne purent tenir contre des adversaires trop nombreux. Le village, jonché de cadavres, resta finalement au pouvoir des Russes.
Le soir du 18 octobre, la bataille est perdue pour les Français : 320 000 soldats coalisés convergent autour de 170 000 Français pratiquement à court de munitions ; l'avant-garde de Blücher entre dans les faubourgs de Leipzig. Napoléon décide de retirer la majorité de ses troupes pendant la nuit en leur faisant traverser la rivière Elster. Le même soir, il fait envoyer des dépêches aux garnisons françaises de Dresde, Torgau et Wittenberg pour leur ordonner de se rassembler en un seul corps, sous le commandement du maréchal Gouvion-Saint-Cyr, de rejoindre les forces du maréchal Davout sur l'Oder et de se frayer un chemin vers l'ouest. Mais cet ordre trop tardif, à un moment où les transmissions de l'armée française sont inutilisables, ne sera jamais exécuté.

## Le 19 octobre
Dans la journée du 19, les coalisés, désormais sous le commandement unique de Schwarzenberg, attaquent en 5 colonnes autour de Leipzig. La retraite française se poursuit jusque dans l'après-midi, au moment où l'unique pont est détruit prématurément par une escouade française du génie. Un tiers de l'armée française n'a pas eu le temps de traverser et n'a d'autre choix que de risquer la noyade en traversant à la nage ou de se rendre à l'ennemi. Les circonstances de cette retraite sont discutées. Napoléon avait ordonné de détruire une partie des ponts pour freiner l'avance de l'ennemi mais le dernier pont semble avoir fait l'objet d'instructions contradictoires.

## Conséquences de la bataille de Leipzig
Le total des pertes est incertain. Prenant une évaluation de 140 000 au total, la coalition aurait perdu 90 000 hommes. Napoléon a perdu 60 000 soldats[réf. souhaitée].

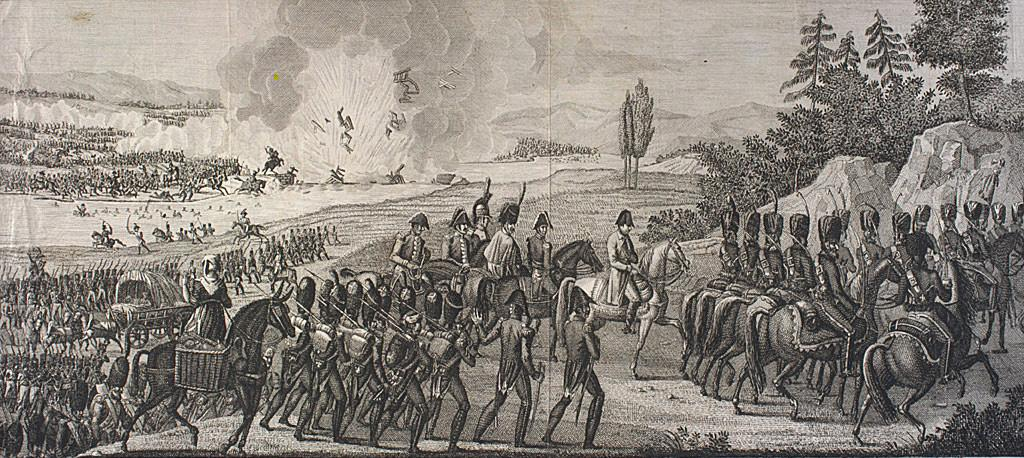
Retraite de Napoléon après la bataille, le 19 octobre. Gravure d’après Couché fils.

Parmi les disparus se trouve le maréchal Poniatowski, neveu du dernier roi de Pologne, Stanislas II — qui avait reçu la veille le bâton de maréchal — et les généraux Aubry, Camus de Richemont, Rochambeau et Couloumy.
La retraite de Napoléon lui permet de sauver son armée. Il doit encore affronter les Austro-Bavarois qui tentent de lui couper la route à la bataille de Hanau (30 – 31 octobre 1813) mais ils ne l'empêchent pas de se replier jusqu'au Rhin. Les Alliés, eux-mêmes épuisés, ne peuvent pas poursuivre les Français et cela les empêche de transformer cette bataille en victoire décisive. Cependant, Napoléon perd les pays qu'il contrôlait en Allemagne, précieux réservoir d'hommes et de chevaux, et abandonne dans les places fortes de Dantzig, Glogau, Stettin, Dresde, Hambourg, un peu plus de 100 000 hommes et deux maréchaux de grande valeur, Davout, sûrement son meilleur maréchal en activité, et Gouvion-Saint-Cyr, qui lui manqueront pour la campagne de 1814.

## Le monument commémoratif allemand

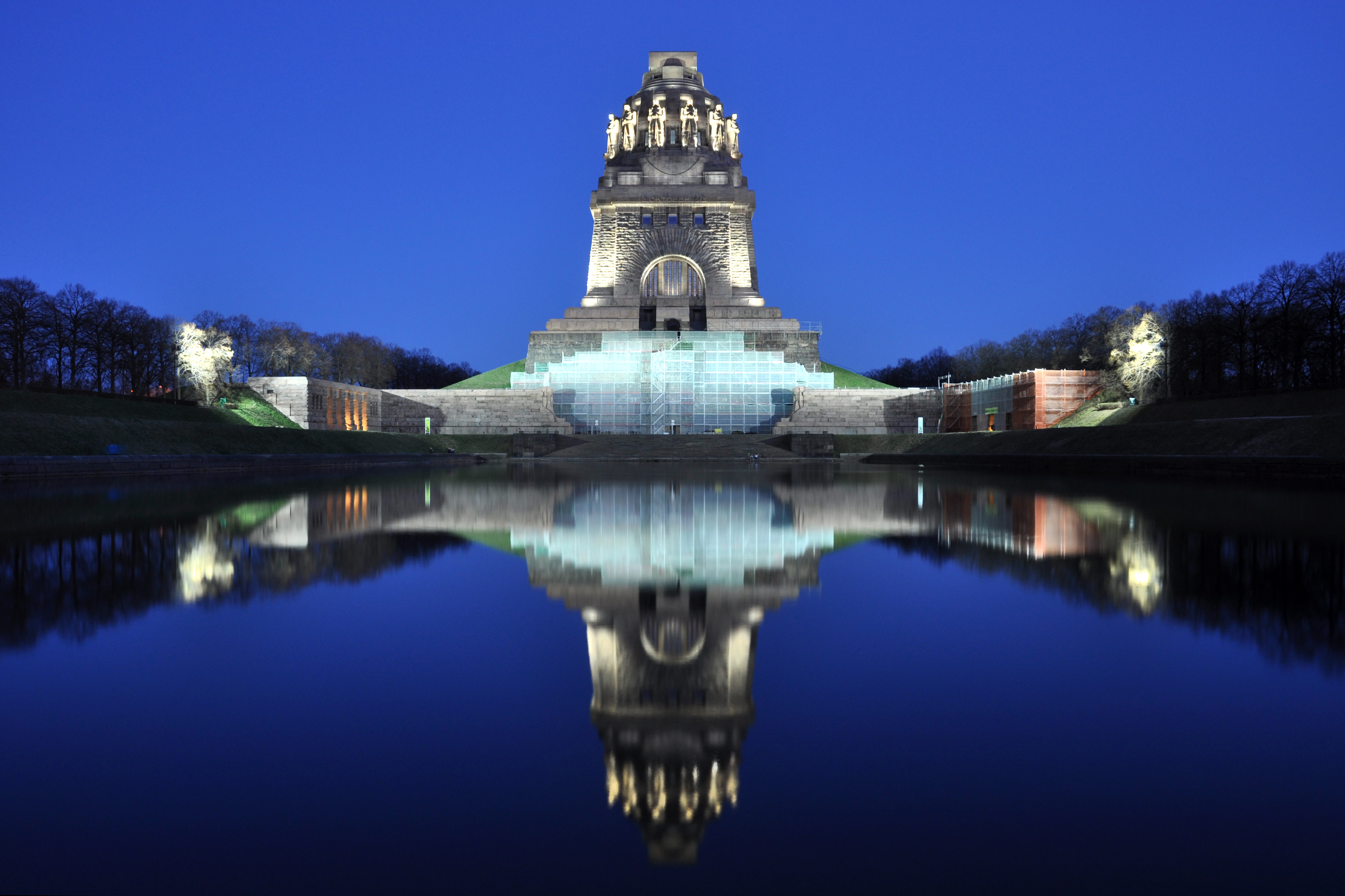
Monument commémoratif à Leipzig

Un monument est érigé de 1898 à 1913 à Leipzig sur le lieu précis de la bataille pour la commémorer. Il est souvent considéré comme l'archétype du « style Kolossal » cher à l'Allemagne wilhelmienne. Sur la façade est inscrite la fameuse devise militaire germanique Gott mit Uns.